# Godagari
Godagari är ett underdistrikt i Bangladesh. Det ligger i den västra delen av landet, 220 km väster om huvudstaden Dhaka.
Trakten runt Godagari består till största delen av jordbruksmark. Runt Godagari är det tätbefolkat, med 636 invånare per kvadratkilometer.